# Guillaume-Honoré Roques
Pour les articles homonymes, voir Roques.
Guillaume-Honoré Rocques, dit l’abbé de Montgaillard, est un écrivain et polémiste français né le 4 juin 1772 à Montgaillard-Lauragais, province du Languedoc, et mort le 28 avril 1825 à Ivry.
Il est le frère puîné de Jean Gabriel Maurice Rocques, comte de Montgaillard.
Il passa dans l’émigration avec son frère, suivit la même carrière d'intrigues, fut, comme lui, détenu quelque temps au Temple sous le Consulat, et occupa, pendant l’Empire, un emploi dans les fourrages et les vivres de l’armée.
Il s’est fait remarquer par une misanthropie et un cynisme dont il a laissé lui-même la peinture dans son testament. On y lit : 

« J’ai 8,000 francs de rente ; A qui les léguerai-je ? À ma famille ? je la méprise. Au clergé ? je le déteste. Aux pauvres malades ? ils me dégoûtent. Mais, si je ne fais pas de testament, c’est le gouvernement qui sera mon héritier, et le gouvernement m’ennuie mille fois plus que tout le reste. Va donc pour les pauvres malades : ils ne me doivent pas de reconnaissance; car si je teste en leur faveur, ce n’est qu’en haine de tous les autres. »

Dans un accès de fièvre, il se jeta par la fenêtre et mourut sur le coup.

## Œuvres
On a de lui : 
- Revue chronologique de l’histoire de France depuis la première convocation des notables jusqu’au départ des troupes étrangères (1820, in-8°), qui obtint beaucoup de succès,
- Histoire de France depuis la fin du règne de Louis XVI jusqu’à l'année 1825 (1826-1833 ; 9 vol. in-8°). Cet ouvrage, plein de révélations piquantes, vraies ou fausses, et qui souleva de nombreuses réclamations parmi les contemporains de toutes les opinions, fut en grande partie rédigé par son frère, le comte de Montgaillard.

## Source
« Guillaume-Honoré Roques », dans Pierre Larousse, Grand dictionnaire universel du XIXe siècle, Paris, Administration du grand dictionnaire universel, 15 vol., 1863-1890 [détail des éditions].